# محمد محمدعلی
محمّد محمّدعلی (۷ اردیبهشت ۱۳۲۷ – ۲۳ شهریور ۱۴۰۲) نویسنده، عضو کانون نویسندگان ایران، مدرس داستان‌نویسی و پژوهشگر ایرانی بود.

## زندگی
محمد محمدعلی در ۷ اردیبهشت ۱۳۲۷ در خیابان مولوی تهران و در خانواده‌ای پرجمعیت زاده شد. پدر او بازاری بود و مادرش که شیفته داستان‌های امیرارسلان نامدار و پری حمزه بود او را با داستان آشنا کرد. در سال ۱۳۴۳ رتبه نخست منطقه آموزش پرورش در مسابقه داستان‌نویسی روز مادر انجمن ایران و آمریکا را به دست آورد. محمود ثنایی آموزگار محمدعلی در در دبیرستان مروی بود. ثنایی مشوق محمدعلی در نوشتن بود و او را در تصحیح و ویرایش نوشته‌هایش یاری می‌کرد.
محمد محمدعلی در سال ۱۳۴۴ و هنگام تحصیل در دبیرستان مروی، علاوه بر نگارش چند نمایش‌نامه، سالنامه مروی را منتشر کرد. به خاطر فعالیت در هیئت تحریریه سالنامه دبیرستان مروی، به رتبه نخست در روزنامه‌نگاری منطقه رسید و جایزه خود را از وزیر آموزش و پرورش وقت، فرخ‌رو پارسا دریافت کرد.
پس از گرفتن دیپلم در سال ۱۳۴۹ به خدمت سربازی اعزام شد و در سپاه ترویج و آبادانی خدمت کرد. در دوران سربازی طرح‌های اولیهٔ داستان‌های درهٔ هندآباد گرگ داره و از ما بهتران شکل گرفت.
در سال ۱۳۵۳ وارد دانشکده علوم سیاسی و اجتماعی شد و سپس به استخدام سازمان بازنشستگی کشوری درآمد. محمدعلی از سال ۱۳۶۹ به وزارت فرهنگ و آموزش عالی منتقل شد و در مرکز اسناد و مدارک علمی کشور مشغول کار شد. او در ۱۳۸۱ بازنشسته شد.
محمد محمدعلی پیش از انتخابات ریاست جمهوری ۱۳۸۸ به همراه همسر خود به کانادا مهاجرت کرد تا باقی زندگی خود را در کنار فرزندان خود بگذراند.

### فعالیت حرفه‌ای
نخستین کتابش را که مجموعه داستانی با نام درهٔ هندآباد گرگ داره بود در ۱۳۵۴ منتشر کرد و در آن به شیوه‌ای واقع‌گرایانه به زندگی فقر زده روستاییان پرداخت. در سال ۱۳۵۶ به عضویت در کانون نویسندگان ایران درآمد و به مدت ۱۷ سال به عنوان حسابدار و مسئول کمیته امور مالی کانون فعالیت کرد. آشنایی با دیگر شعرا و نویسندگان به ویژه نادر نادرپور باعث شد او به مرور از خاطره‌نویسی و نوشتار گزارشی دور شده و به بیان مسائل اجتماعی و زبان نمادین روی آورد.
محمدعلی یکی از اعضا و شرکت‌کنندگان جلسات داستان‌خوانی و داستان‌نویسی پنج‌شنبه‌ها با نظارت هوشنگ گلشیری بود. او پس از بازگشت از شوروی، از سال ۱۳۵۹ تا ۱۳۶۱ سردبیری فصلنامه برج را به عهده داشت و پس از آن نیز کم‌وبیش با مطبوعات از جمله مجله‌های دنیای سخن و آدینه (از ۱۳۷۶) همکاری می‌کرد و سه ویژه نامه شعر و داستان مجله آدینه به سردبیری او منتشر شدند. محمد محمدعلی در سال ۱۳۶۴ به همراه جواد مجابی، محمد مختاری و حمیدرضا رحیمی جلسه شاعران سه شنبه را تشکیل داد.
محمدعلی در سال ۱۳۶۶ مجموعه‌ داستان بازنشستگی و داستان‌های دیگر را منتشر کرد که در آن به روایت داستان ازکارافتادگی‌ها و گرفتارشدن انسان‌های بازنشسته در وضعیتی بحرانی می‌پرداخت. او برای نوشتن این کتاب جایزه بیست سال ادبیات داستانی را از آن خود کرد. محمدعلی در سال ۱۳۷۳ یکی از افرادی بود که بیانیه ۱۳۴ نویسنده مشهور به متن ما نویسنده‌ایم را امضا کرد. در سال ۱۳۸۵ ترجمه رمان نقش پنهان او به ترکی استانبولی منتشر شد.
محمد محمدعلی پس از بازنشستگی، به تدریس داستان‌نویسی در موسسه فرهنگی «کارنامه» پرداخت. او پس از مهاجرت به کانادا نیز به تدریس داستان‌نویسی در خانه فرهنگ و هنر ونکوور می‌پرداخت.

### اتوبوس ارمنستان
وی در ماجرای اتوبوس ارمنستان در سال ۱۳۷۵ و در جریان قتل‌های زنجیره‌ای در فهرست چهره‌های فرهنگی اعزامی بود که قرار بود در اتوبوس توسط دولت جمهوری اسلامی به قتل برسند. محمدعلی در سال ۱۳۷۹ شرح سفر ۲۱ نویسنده به ارمنستان را در روزنامه فتح منتشر کرد.

### زندگی شخصی
محمدعلی در سال ۱۳۵۴ با نسرین کیهانی ازدواج کرد. محمدعلی دو روز پیش از انتخابات ریاست جمهوری ۱۳۸۸ به همراه همسرش به کانادا مهاجرت کرد تا کنار فرزندانش زندگی کند. محمدعلی سی سال در سازمان بازنشستگی کشوری و وزارت علوم خدمت کرد و از سال ۱۳۸۰ تا کنون نیز در مؤسسه فرهنگی هنری کارنامه ایران و خانه فرهنگ وهنر ونکوور داستان‌نویسی تدریس می‌کند.

## سبک
اکثر آثار محمد محمدعلی به شیوه‌ای واقع گرایانه به زندگی فقر زده مردم پرداخته‌است و به نوعی سمبولیسم را با واقعیات اجتماعی تلفیق کرده‌است. مرگ و مرگ طلبی از مضامین اصلی رمان‌های اوست. همچنین توجهی خاص به آب و معضلات ناشی از آن و ریشه یابی این مسئله نشان می‌دهد. در تمام رمان‌هایش چندآوایی داستانی وجود دارد و بدنه داستان از زبان راوی‌های متعدد و گاه راوی- نویسنده شکل می‌گیرد. همچنین در بیشتر آن‌ها عدم قطعیت و تعلیقی در پایان بندی دیده می‌شود.

## نوشته‌ها

### مجموعه داستان
- درهٔ هندآباد گرگ داره (۱۳۵۴)(انتشارات پیروز)
- از ما بهتران (۱۳۵۷) (انتشارات رواق)
- بازنشستگی و داستان‌های دیگر (۱۳۶۶) (انتشارات آگاه) و انتشار ویژه نامه هنر و ادبیات «مس» (انتشارات نگاه)
- چشم دوم (۱۳۷۳) (انتشارات مرکز)
- دریغ از رو به رو (۱۳۷۸) (انتشارات راهیان اندیشه)

### رُمان
- رعد و برق بی باران (۱۳۷۰)(نشر بزرگمهر)
- نقش پنهان (۱۳۷۰) (انتشارات قطره)
- باورهای خیس یک مرده (۱۳۷۶) (نشر علم)
- برهنه در باد (۱۳۷۹) (نشر مرکز)
- قصهٔ تهمینه (۱۳۸۲) (انتشارات افق)
- آدم و حوا (۱۳۸۲) (انتشارات کاروان)
- جمشید و جمک (۱۳۸۳) (انتشارات کاروان)
- مشی و مشیانه (۱۳۸۶) (انتشارات کاروان)
- جهان زندگان (۱۳۹۴) (کتابسرای تندیس)
- خطابه‌های راه راه- داستان ناتمام. ۱۴۰۲(نشر رها)

### مقالات و آثار دیگر
- انتشار فصلنامه " برج " (۱۳۵۹–۱۳۶۱) انتشارات آگاه
- جنگ مس (۱۳۶۶) انتشارات نگاه
- سه گفت و گو با احمد شاملو، محمود دولت‌آبادی و اخوان ثالث (۱۳۷۲)- انتشارات قطره
- فراخوان فرزانگان (مقاله) (۱۳۷۳)- مجلهٔ تکاپو
- پنج سال قبل از ۱۹۸۵ (سفرنامه شوروی - ۱۳۷۸) انتشارات علم
- از کیومرث تا همای/ ۱۳۹۵ / کتابسرای تندیس
- جستاری در وغ وغ ساحاب، محمد محمدعلی، کتابسرای تندیس، تهران، ۱۳۹۷

### گفتگو
- واقعیت و رؤیا - علیرضا پیروزان- انتشارات افق (۱۳۸۳)
- از قعر دره تا روز اول عشق - فرامرز پورنوروز- انتشارات پرینت دیپو- ونکوور (۲۰۰۵)
- واقعیت و رؤیا (۲) گفتگوی بهاره دهکردی با محمد محمدعلی- انتشارات آفتاب نروژ-۱۴۰۰

## جایزه‌ها
- ۱۳۷۷ - دریافت دیپلم افتخار بیست سال داستان‌نویسی ایران از وزیر ارشاد
- ۱۳۸۱ - برنده جایزه بهترین رمان سال جایزه یلدا به خاطر رمان برهنه در باد
- ۱۳۸۷ - بزرگداشت و دریافت لوح سپاس در نشر ثالث